# Iron Maiden
Iron Maiden é uma banda inglesa de heavy metal formada em Leyton, East London, em 1975 pelo baixista e compositor Steve Harris. Embora fluida nos primeiros anos da banda, a formação durante a maior parte da história da banda consistiu em Harris, o vocalista Bruce Dickinson, o baterista Nicko McBrain e os guitarristas Dave Murray, Adrian Smith e Janick Gers. Pioneiros do movimento da nova onda do heavy metal britânico, Iron Maiden lançou uma série de álbuns multiplatinados, incluindo o álbum de estreia homônimo (1980), Killers (1981) e The Number of the Beast (1982) – seu primeiro álbum com Dickinson, que substituiu Paul Di'Anno como vocalista principal em 1981.  A adição de Dickinson foi um ponto de virada na carreira da banda, estabelecendo-a como uma das mais importantes do heavy metal. The Number of the Beast está entre os álbuns de heavy metal mais populares de todos os tempos, tendo vendido quase 20 milhões de cópias em todo o mundo.
Após turbulências na década de 1990, o retorno do vocalista Bruce Dickinson e do guitarrista Adrian Smith em 1999 fez com que banda passasse por um ressurgimento em popularidade, com uma série de novos álbuns e turnês de grande sucesso. Seus três álbuns mais recentes — The Final Frontier (2010), The Book of Souls (2015) e Senjutsu (2021) — alcançaram o topo das paradas em mais de 25 países. Iron Maiden já vendeu mais de 100 milhões de discos mundialmente, obtendo mais de 600 certificações. A banda é considerada uma das mais influentes e reverenciadas bandas de heavy metal de todos os tempos. Eles receberam vários prêmios da indústria, incluindo o Grammy Award e o Brit Award.
A banda já lançou 41 álbuns, incluindo 17 álbuns de estúdios, 13 álbuns ao vivo, quatro extended plays (EPs) e sete coletâneas. Eles também lançaram 47 singles, 20 álbuns de vídeo e dois jogos eletrônicos. As letras de Iron Maiden cobrem tópicos como história, literatura, guerra, mitologia, ficção científica, sociedade e religião.  Em outubro de 2019, a banda já havia feito 2.500 shows ao vivo. Por mais de 40 anos, a banda apresentou seu mascote característico, "Eddie", nas capas de quase todos os seus lançamentos.

## História

### O início (1975-1978)

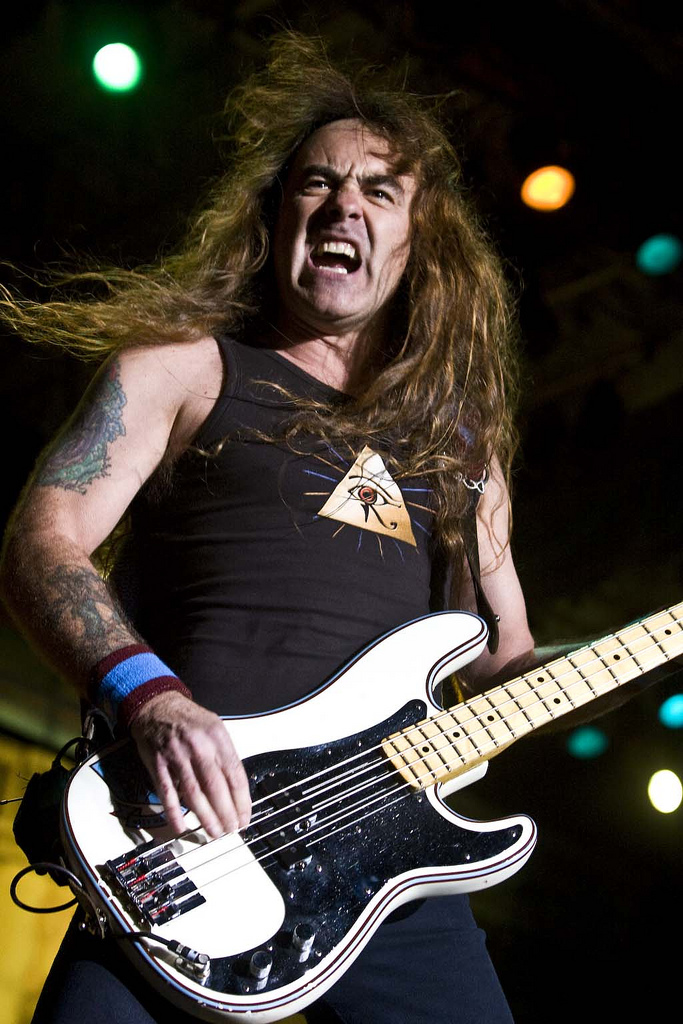
Steve Harris, baixista, principal compositor e líder da banda.

A banda foi formada no dia de Natal de 1975, logo após o baixista Steve Harris deixar o seu antigo grupo, Smiler. Depois de ter suas composições rejeitadas por várias bandas nas quais participava, por considerá-las difíceis e complicadas demais, Steve Harris decidiu criar sua própria banda. Harris atribuiu o nome "Iron Maiden" inspirado no instrumento de tortura de mesmo nome.

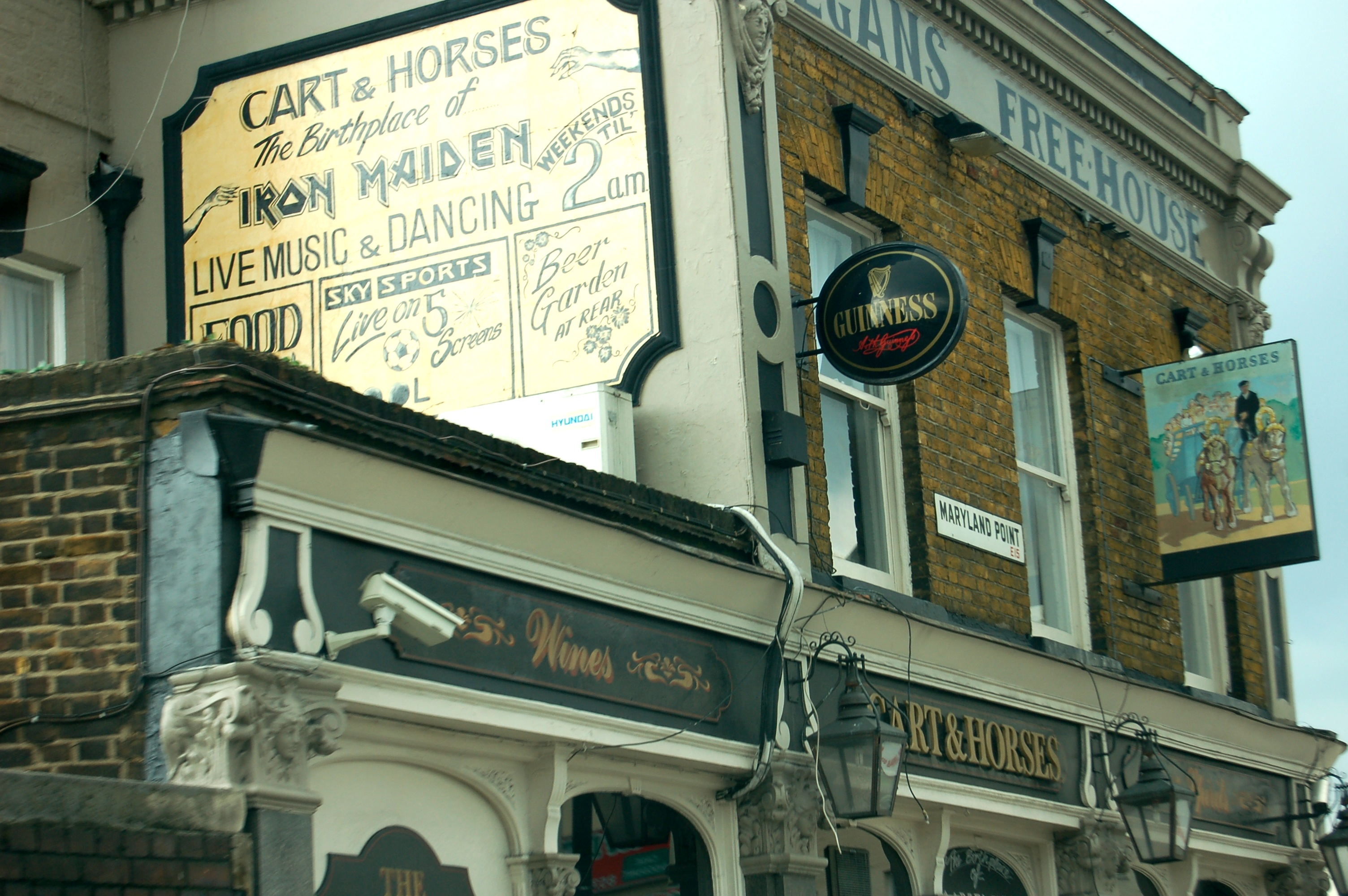
Fachada do Cart and Horses Pub em Stratford, Londres. Nesse local o Iron Maiden fez algumas de suas primeiras apresentações.

A primeira apresentação da banda aconteceu num lugar chamado St Nicks Hall, em Poplar (East End, Londres) no dia 1 de maio de 1976. Depois disso, a banda continuou fazendo apresentações no Cart and Horses Pub em Maryland Point (Stratford, Londres). A formação original da banda juntava Steve Harris a Paul Day (vocal), Dave Sullivan e Terry Rance (guitarras) e Ron Matthews (bateria). Paul Day foi mais tarde substituído por Dennis Wilcock (grande admirador do Kiss) que usava fogo, maquiagem e sangue falso no palco e que trouxe Dave Murray para a banda, tendo como consequência a saída da primeira dupla de guitarristas. Bob Sawyer entrou na banda no final de 1976 como segundo guitarrista; mas, como tinha desentendimentos com Murray, fez Dennis Wilcock se opor a Dave, e então Dennis sugeriu a expulsão dele. Bob não ficou para trás e por suas atitudes errôneas no palco (como fingir tocar a guitarra com os dentes), foi junto em julho de 77. Ron Matthews aguentou um pouco mais. Havia um guitarrista de uma banda chamada Hooker que o Maiden via tocar nos pubs: Terry Wapram. Após uma audição, a banda convidou-o para entrar e Wapram realizou alguns shows como único guitarrista. Pouco após isso, Ron saiu (não se sabe ao certo se por influência de Wilcock, como relatou no Early Days). Dave Murray juntou-se ao seu amigo Adrian Smith na banda Urchin em 1977, enquanto que os Iron Maiden passavam um mau bocado: Steve e Dennis chamaram Thunderstick (Barry Graham) (bateria) Tony Moore (teclado), mas após um concerto perceberam que o teclado não seria um bom substituto para a segunda guitarra. A banda ficou descontente e o clima foi ficando ruim até que após poucos ensaios, Moore decidiu sair. Nesse momento, Harris foi a um ensaio do Urchin para chamar Murray de volta para banda, o que aconteceu com sucesso. Mas Wapram, indignado porque perderia parte das atenções, não aceitou Murray de volta e foi convidado a sair. Com Murray de volta e apenas 4 integrantes, a banda decide marcar um show no Bridgehouse e outro no pub Green Man. O primeiro foi um fiasco, depois do baterista ter errado em várias músicas e gritar para o público se calar. Nessa época Wilcock já havia espalhado para alguns fãs que pretendia sair da banda, e o show havia gerado alguma expectativa em torno disso também. Foi o que aconteceu. No intervalo entre o Bridgehouse e o Green Man, Dennis não disse nada e não compareceu no pub. Harris foi até sua casa, mas o vocalista se negou a cantar um último show. Arrasado, Harris voltou para cumprir com o acordo e os Maiden se apresentaram como um trio em abril de 78, com Harris, Murray e Thunderstick. Steve expulsou o baterista, já contando com Doug Sampson para o posto. Com esse novo trio, os Maiden passariam cerca de 6 meses ensaiando antes de tocar ao vivo ou arrumar qualquer outro integrante.

### Primeiros lançamentos (1978-1981)

O EP The Soundhouse Tapes rendeu à banda um contrato com a gravadora EMI.

Em 1978, Harris encontrou um novo vocalista: Paul Di'Anno. Com a chegada de Paul Di'anno, que era um fã de Ramones, Sex Pistols e The Clash e um dos poucos membros dos Maiden que tiveram cabelo curto, os Maiden precisaram abrir sua sonoridade para músicas mais rápidas e mais diretas, procurando focar no heavy metal que renascia mesmo que timidamente.
Os Iron Maiden foram a sensação do circuito do rock inglês de 1978. A banda tocava sem parar havia três anos, ganhando um tremendo número de fãs; mas mesmo assim até essa época, eles nunca tinham gravado nada. No ano novo de 1978, a banda gravou uma das mais famosas demo tapes da história do rock, The Soundhouse Tapes. Com apenas três faixas, a banda vendeu todas as cinco mil cópias imediatamente, e não distribuiu a demo novamente até 1996. Cópias da versão original são vendidas hoje em dia por milhares de dólares. Duas das faixas da demo, "Prowler" e "Iron Maiden", ficaram em primeiro lugar nas paradas de metal inglesa.

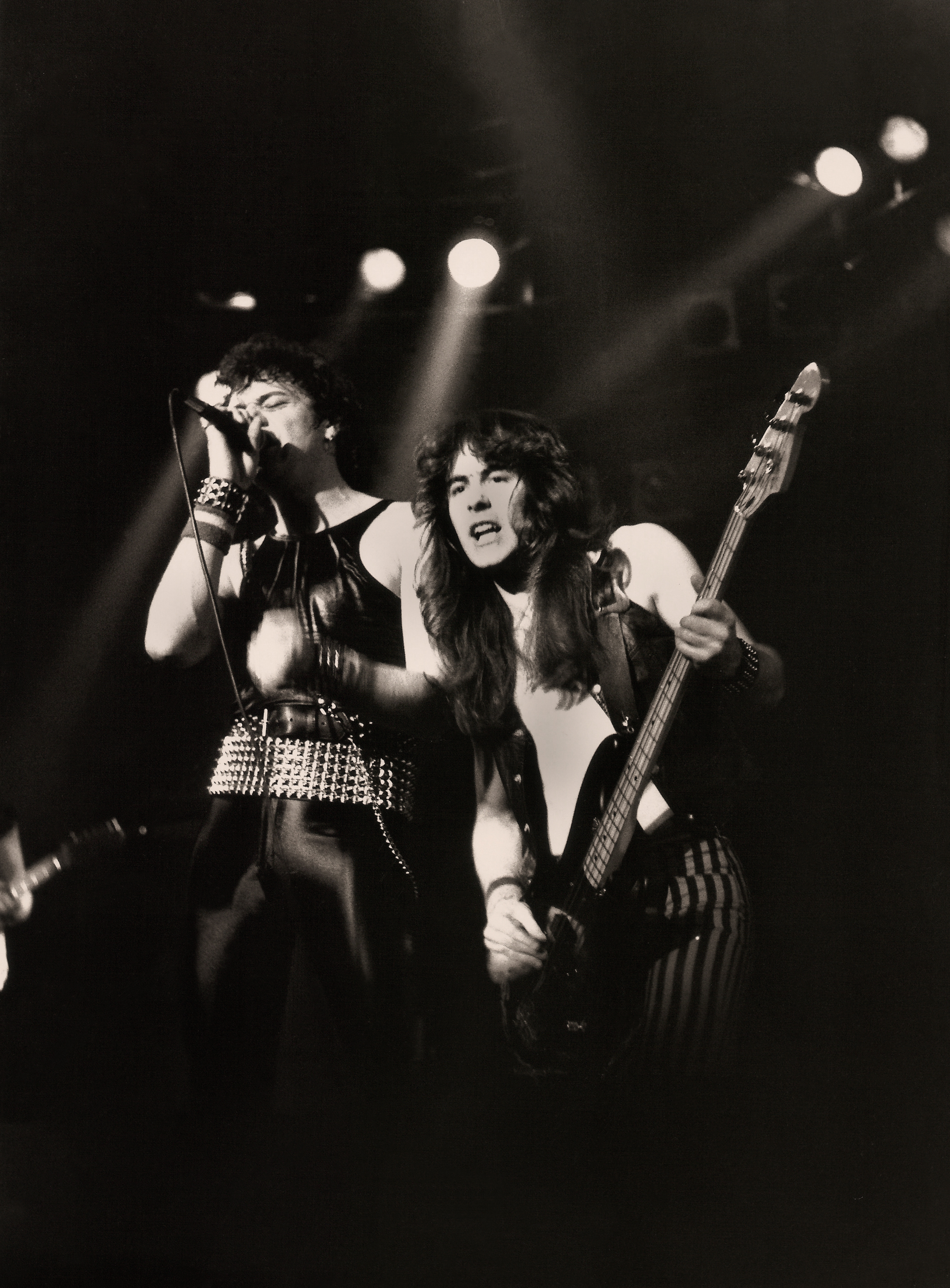
Paul Di'Anno e Steve Harris em show de 1980.

Em muitas das formações antigas dos Iron Maiden, Dave Murray era acompanhado de outro guitarrista, mas grande parte de 1977 e todo o ano de 1978, Murray foi o único guitarrista dos Maiden. Durante o ano de 1979 a banda teve vários segundos guitarristas sucessivos, tais como Paul Carns, Paul Todd e Tony Parsons. No fim do ano, o baterista Doug Sampson abandonou a banda por motivos de saúde. Em novembro de 1979, a banda assinou contrato com uma gravadora de renome, a EMI, uma parceria que se manteve até 2013, quando a banda acabou por assinar com a Parlophone Records (que até aquele ano pertenceu à EMI, mas foi adquirida pela Warner Music). Pouco antes de entrar em estúdio, Parsons foi substituído pelo guitarrista Dennis Stratton, que trouxe Clive Burr, um amigo seu, para a bateria. Murray queria trazer Adrian Smith para o grupo, mas ele estava ocupado tocando guitarra e cantando com sua banda Urchin.
Iron Maiden, o primeiro álbum da banda foi lançado em 1980 e foi um sucesso comercial e de crítica. A banda abriu os concertos do Kiss na turnê europeia do álbum Unmasked, e também abriu diversos concertos do Judas Priest e tocando ao lado do UFO no Reading Festival que ocorreu naquele mesmo ano na Inglaterra. Depois da turnê do Kiss, Dennis Stratton foi despedido da banda por questões de criatividade e diferenças pessoais. Segundo Dennis, ele fora demitido porque era muito influenciado pela músicas dos Eagles e também por George Benson, não agradando Steve Harris e companhia. Segundo relatos dados por Steve Harris, Dennis não tinha a musicalidade que a banda procurava ao compor suas músicas, além de se negar a usar roupas como as que os demais membros da banda usavam.
Com a saída de Dennis, entrou na banda Adrian Smith, que trouxe uma nova melodia ao grupo. Seu estilo meio blues meio experimental era completamente o oposto da velocidade de Murray, o que deu um aspecto interessante à banda. As duas guitarras se completavam, e com eles não existia a noção de guitarra solo e guitarra base, ambos solavam e ambos tinham notoriedade na banda, dando um aspecto harmonioso de duas conduções. Esse estilo já existia em bandas como Wishbone Ash e The Allman Brothers Band, mas ganhou um nível de destaque no Iron Maiden.
Em 1981, a banda lançou seu segundo álbum, intitulado Killers, contendo os primeiros grandes sucessos da banda. De Killers, apenas  "Prodigal Son" e "Murders in the Rue Morgue" eram canções realmente novas: as outras já haviam sido escritas antes do lançamento do álbum de estreia. Com o aumento de sua popularidade, eles foram introduzidos à audiência nos Estados Unidos. Killers ficou marcado como um dos álbuns mais rápidos e pesados da banda, e também foi o primeiro a ser produzido por Martin Birch, que ficaria no posto pelos próximos sete álbuns, até se aposentar em 1992.

### Anos dourados (1982-1985)
Os Iron Maiden nunca foram conhecidos por usar drogas, e eram extremamente perfeccionistas no palco e estúdio. O vocalista Paul Di'Anno, por outro lado, sempre mostrou um comportamento autodestrutivo, particularmente no que diz respeito ao uso da cocaína, afetando consideravelmente suas apresentações. Justamente quando a banda começava a ficar famosa nos Estados Unidos, Di'Anno foi demitido dos Maiden por "não ter energia e carisma no palco". Em 1982, a banda substituiu Dianno pelo vocalista dos Samson, Bruce Dickinson. Bruce entrou na banda, mas exigiu ficar com cabelo comprido e disse que só iria usar as roupas que ele gostava, já demonstrando muita atitude, traço característico de sua personalidade, o que geraria alguns conflitos com Steve Harris anos mais tarde.
Dickinson mostrou uma diferente interpretação das canções da banda, dando-lhes um tom mais melódico. O álbum de estreia de Dickinson nos vocais do Maiden foi em 1982, com The Number of the Beast. O álbum tornou-se o mais aclamado da banda; obteve enorme sucesso comercial ao redor do mundo, chegando ao topo das paradas musicais inglesas, e tornando-se o disco mais vendido do grupo até hoje, com dezesseis milhões de cópias mundialmente. Canções conhecidas do álbum incluem os singles "The Number of the Beast" e "Run to the Hills", bem como "Hallowed Be Thy Name", presente em todos os shows desde seu lançamento até 2012, quando a banda parou de tocá-la na "Maiden England World Tour", e "Children of the Damned". Pela primeira vez, a banda saiu em uma turnê mundial, visitando os Estados Unidos, Japão e Austrália, tocando em estádios e fazendo começar a chamada Maidenmania. Foi nessa época também que alguns grupos religiosos começaram a acusar a banda de ter um cunho satânico, afirmando que as letras do Iron Maiden estavam repletas de "cantos demoníacos, invocando o demônio e vandalizando a mente da juventude". Toda essa polêmica surgiu por causa da canção "The Number of the Beast", pois foi justamente a alusão explícita ao número 666 que fez o single fazer sucesso. Mas na verdade a canção foi feita a partir de um pesadelo que o baixista Steve Harris teve após ver o filme A Profecia 2.
Nessa mesma turnê, o produtor Martin Birch se envolveu em um acidente de carro com alguns fãs. O reparo do carro foi uma bizarra coincidência, contabilizado como £666, um preço que Birch se recusou a pagar, optando pelo valor de £668.

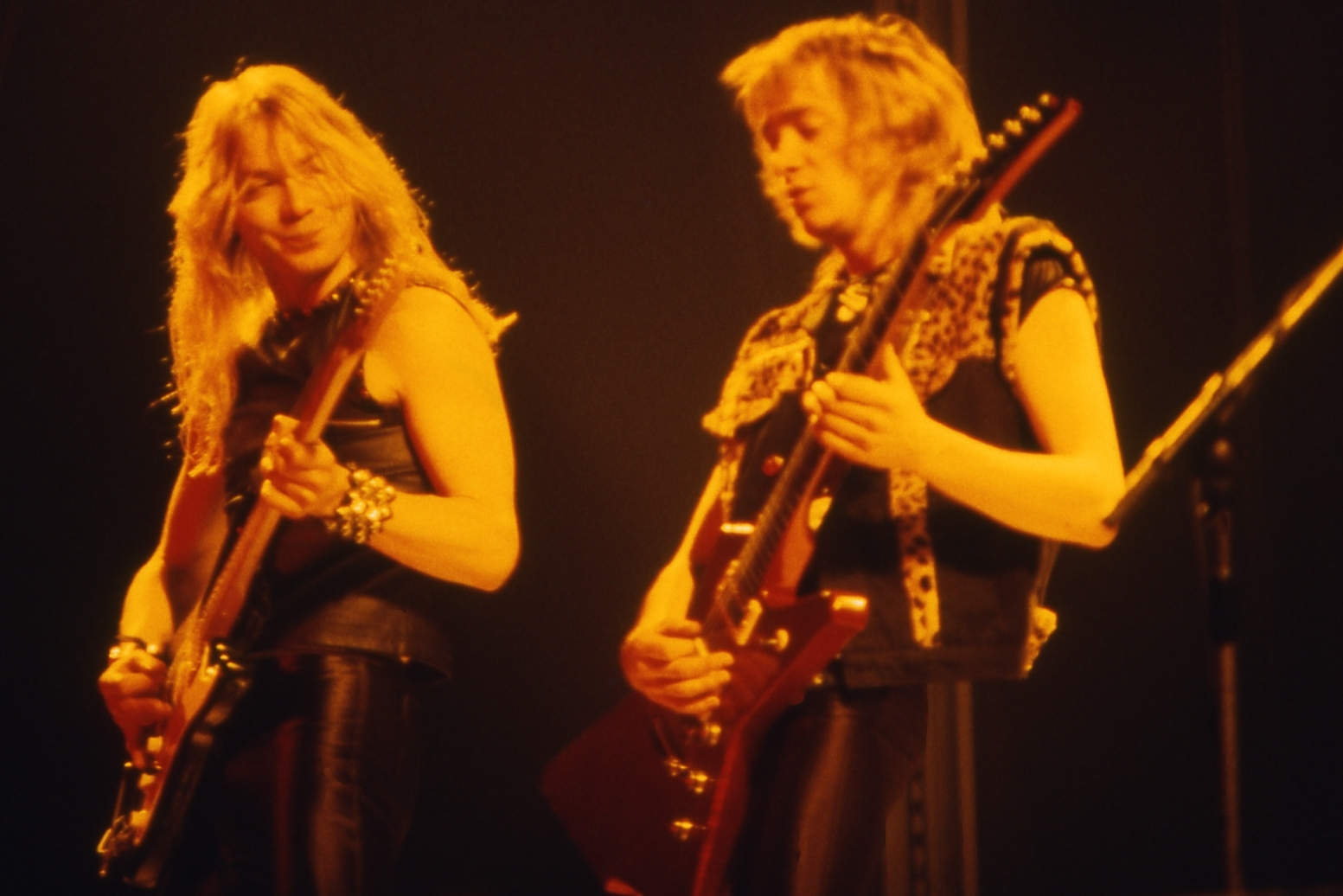
Dave Murray e Adrian Smith em 1982.

Apesar das polêmicas, o ator Patrick McGoohan não se importou em permitir que uma famosa frase sua da série, The Prisoner (O Prisioneiro), da qual era o ator principal, fosse usada no início da música de mesmo nome.
Após o sucesso de The Number of the Beast, a banda adquiriu prestígio internacional, ganhando status de estrelas do rock. Em dezembro de 1982, Clive Burr deixou a banda por não conseguir acompanhar o ritmo que a banda tomava e problemas pessoais. Nicko McBrain, que já era velho conhecido da banda, por abrir alguns shows com sua banda Trust, foi contratado como baterista temporário, porém Steve Harris e a banda gostaram tanto do estilo de Nicko, que o que era para ser temporário virou definitivo.
Em janeiro de 1983, pouco após McBrain se tornar parte da banda, o grupo viajou pela primeira vez para as Bahamas, onde gravariam três álbuns consecutivos no Compass Point Studios. Em março de 83 foi lançado o disco Piece of Mind, com uma pegada mais psicodélica e instrumentos com som mais abafado, trazendo os singles "Flight of Icarus" e "The Trooper", que obtiveram grande sucesso na América do Norte com seus videoclipes, bem como canções mais progressivas como "To Tame A Land" e "Quest For Fire". O disco estreou em 3º lugar na Inglaterra e estreou na Billboard 200 em 70º lugar.
Após o sucesso de Piece of Mind e sua turnê subsequente, a banda lançou em setembro de 1984 o disco Powerslave. O álbum também foi sucesso de vendas, e trouxe canções que tornariam-se favoritas dos fãs com os singles "Aces High" e "2 Minutes to Midnight", além das longas faixas "Powerslave" e "Rime of the Ancient Mariner": esta última foi baseada no poema homônimo de Samuel Taylor Coleridge e contava com 13 minutos de duração, uma das maiores canções de metal feitas na época.
A digressão de divulgação de Powerslave, chamada World Slavery Tour, foi a maior turnê da história do Iron Maiden, consistindo em 193 apresentações em 28 países durante mais de 13 meses, tocando para aproximadamente 3.500.000 pessoas. Nenhuma banda havia feito, até então, uma produção de palco tão detalhada como nesta turnê, onde tinham-se sarcófagos, pirâmides, esfinges, pinturas até no chão e um Eddie-múmia gigante. Muitos dos shows foram tocados noites seguidas na mesma cidade, como os de Long Beach (Califórnia), onde o grupo fez quatro concertos consecutivos. Os shows gravados no Long Beach Arena renderam o VHS e LP ao vivo Live After Death, que foi aclamado pela crítica e comercialmente, chegando ao quarto lugar nas paradas inglesas e sendo considerado até hoje como um dos maiores álbuns ao vivo da história do rock. O Iron Maiden fez sua primeira aparição no Brasil, onde co-estrelou o festival Rock in Rio de 1985 para um público estimado em 300 mil pessoas, além de também passar de forma inédita por Portugal, onde fizeram dois shows. A exaustão gerada pela tour levou a banda a ficar os seis meses seguintes de férias.

### Experimentos  (1986-1989)
Voltando de seu descanso, a banda optou por um estilo diferente em seu álbum de 1986, intitulado Somewhere in Time, contando, pela primeira vez na história da banda, com baixo e guitarras sintetizados para adicionar texturas e camadas ao som. O álbum estreou muito bem ao redor do mundo, particularmente com o single "Wasted Years", mas notavelmente não incluía créditos ao cantor Bruce Dickinson, cujo material não agradou o resto da banda. Enquanto Dickinson focava em sua própria música, o guitarrista Adrian Smith, que tipicamente colaborava com o vocalista, estava "voltado para seus próprios negócios" e começou a escrever canções sozinho, criando "Wasted Years", "Sea of Madness" e "Stranger in a Strange Land", sendo que a última ficou como segundo single do disco. Embora não seja conceitual, todas as suas músicas de Somewhere in Time têm uma temática relacionada a viagens, longas jornadas e tempo. A turnê Somewhere on Tour durou nove meses, com 157 shows e nova passagem por Portugal. Foi a única turnê da banda em que não houve filmagem oficial, por esse motivo não há muitos registros sobre essa turnê.
A experimentação evidente de Somewhere in Time continuou no álbum seguinte, intitulado Seventh Son of a Seventh Son, o qual foi lançado em 1988. Sendo lançado como um disco conceitual, embora que segundo Harris, a ideia inicial não era essa, que contava a história de uma criança que nasceu com dons sobrenaturais, baseado no romance "Seventh Son" de Orson Scott Card, esta seria a primeira gravação da banda a incluir teclados, tocados por Harris e Smith, opondo-se às guitarras sintetizadas do lançamento anterior. Após suas contribuições não serem usadas para o Somewhere in Time, Dickinson estava entusiasmado com novas ideias que encaixaram-se neste álbum. Seventh Son of a Seventh Son tornou-se muito popular a ponto de chegar novamente ao topo das paradas musicais inglesas, obteve certificado de ouro nos Estados Unidos, e todos os quatro singles do disco – "Can I Play with Madness", "The Evil That Men Do" (ambas compostas pelo trio Smith/Dickinson/Harris), "The Clairvoyant" e "Infinite Dreams"(ambas escritas por Harris) – chegaram ao top 10 no UK singles chart.
Durante a tour de divulgação, o Iron Maiden encabeçou o festival Monsters of Rock em Donington Park pela primeira vez em 20 de agosto de 1988, tocando para o maior público da história do festival, 107 mil pessoas. Os shows também tiveram a presença de Kiss, David Lee Roth, Megadeth, Guns N' Roses e Helloween. A turnê chamada Seventh Tour of a Seventh Tour durou de abril a dezembro de 1988 e teve Guns N' Roses, Megadeth e Metallica como bandas de apoio, contabilizando 101 shows pela América do Norte e Europa. Os shows realizados em NEC Arena, Birmingham, foram filmados e gravados como vídeo ao vivo nomeado Maiden England, publicado no ano seguinte como VHS e alguns anos depois em formato de CD. Michael Kenney, técnico de baixo de Harris, tocou teclado no decorrer desta e de todas as digressões da banda a partir de então, além de gravar nos discos de estúdio dos anos 90. Ao final da tour, o guitarrista Adrian Smith deixou a banda com propósito de formar sua própria banda, encerrando assim a "era de ouro" do Iron Maiden.

### Nova fase  (1990-1993)

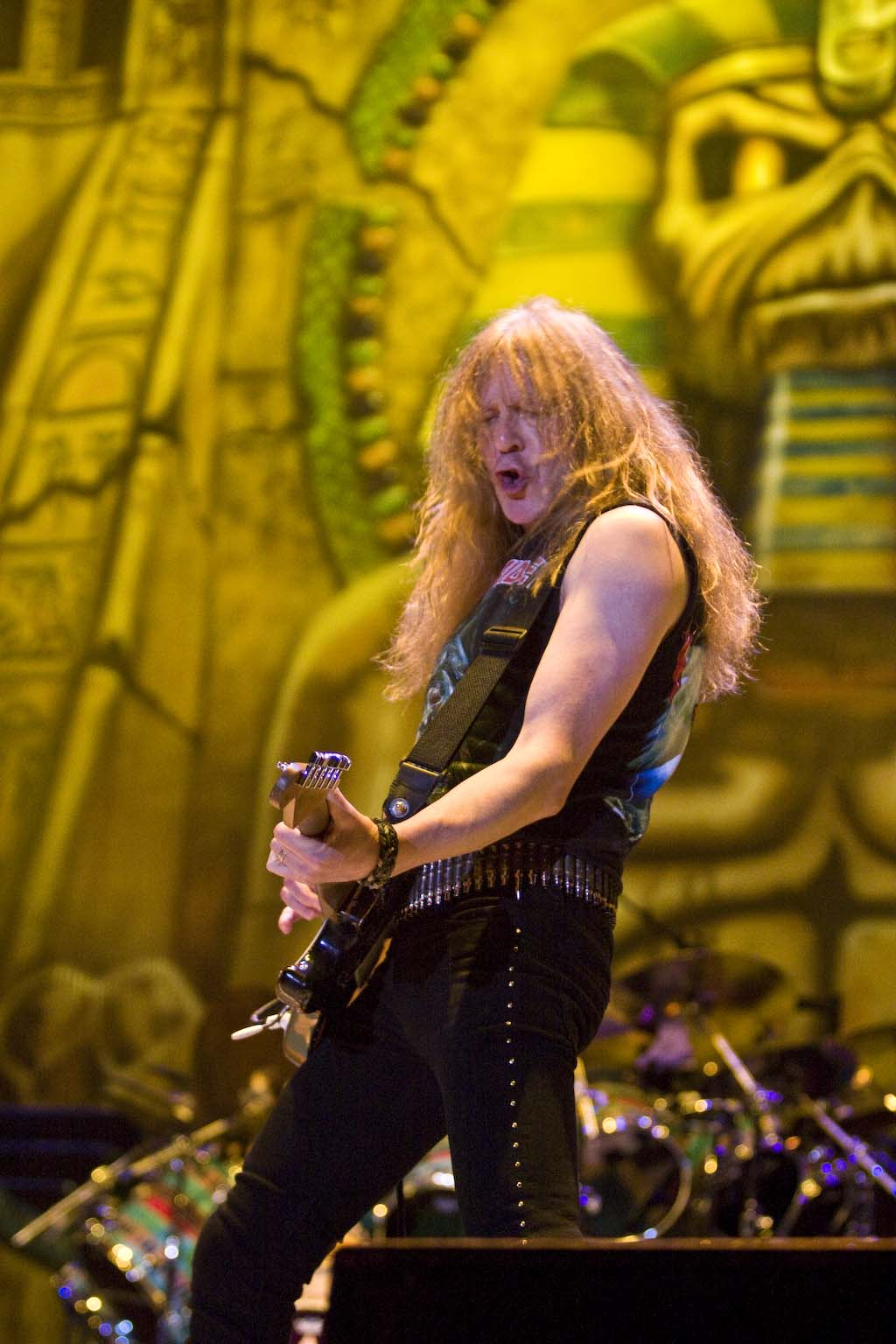
Janick Gers, que tocaria na carreira solo de Dickinson, se uniu à banda em 1990.

Pela primeira vez em sete anos a banda teve de fazer uma mudança, e para o lugar de Adrian Smith foi chamado Janick Gers, que tinha participado no primeiro disco solo de Dickinson, Tattooed Millionaire.
Em 1990 o Iron Maiden lançou No Prayer for the Dying, gravado no Barnyard Studios, no sítio de Steve Harris, e no estúdio móvel Rolling Stones Mobile Studio. Esse álbum voltou com um Maiden mais pesado e cru que os do "tempo de ouro", mas as letras foram consideradas mais fracas e simples, e a música não parecia tão desafiadora como nos álbuns passados. O vocalista Bruce Dickinson também começou com algumas mudanças no timbre de voz. Mesmo com todos esses imprevistos, o álbum fez sucesso e teve diversos compactos bastante tocados como "Holy Smoke (canção)" e "Bring Your Daughter... to the Slaughter", canção composta por Bruce para o filme A Nightmare on Elm Street 5: The Dream Child que se tornou o único single do Maiden a encabeçar as paradas britânicas.
A turnê do disco durou um ano, de setembro de 1990 a setembro de 1991, e teve 118 shows pela América do Norte, Europa (inclusive Portugal) e Japão, antes da banda retornar a estúdio para gravar Fear of the Dark.
Lançado em 1992, Fear of the Dark teve uma recepção melhor que No Prayer for the Dying, indo bem nas paradas britânicas, chegando ao 1º lugar nos charts. Os singles "Be Quick or Be Dead", "Wasting Love", e "From Here to Eternity" foram bem-sucedidos, a canção "Fear of the Dark" se tornou uma das mais conhecidas da banda e a canção anti-guerra "Afraid to Shoot Strangers" permaneceu na set list por sete anos e voltou surpreendentemente em 2012, na Maiden England World Tour. Fear of the Dark foi o último álbum produzido por Martin Birch, que se aposentou em seguida.
O ápice da turnê de Fear of the Dark foi em agosto de 1992, quando a banda foi convidada novamente para ser headliner do famoso festival Monsters of Rock, realizado em Donington, na Inglaterra. No final da apresentação do evento, o guitarrista Adrian Smith, que havia saído da banda em 1989, subiu ao palco para execução de "Running Free". Mais tarde (1993) o concerto em Donington seria lançado no vídeo e EP triplo Live at Donington, e em CD duplo (1998).
Mesmo com o metal perdendo espaço para o grunge em 1992, os Maiden continuavam a encher estádios em todo o mundo. A turnê do disco durou de junho a novembro de 1992, com 68 shows que passaram novamente pelo Brasil.
Em 1993, após uma nova turnê para promover o álbum ao vivo A Real Live One, Bruce Dickinson saiu do grupo para seguir sua carreira solo, querendo explorar outras vertentes do rock. Sua despedida da banda foi em 28 de agosto de 1993, sendo filmada pela BBC, transmitido para todo o mundo ao vivo e lançado em vídeo com o nome de Raising Hell. Após sua saída, foi lançado o álbum ao vivo A Real Dead One.

### Era-Blaze Bayley (1994-1998)

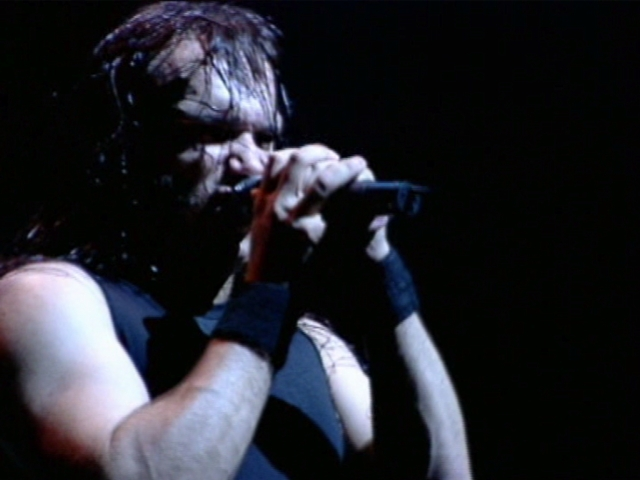
Blaze Bayley, ex-Wolfsbane, gravou dois álbuns com o Iron Maiden.

Para substituir Bruce, em 1994, houve testes para escolher o novo vocalista do Iron Maiden. O vencedor da disputa foi o até então desconhecido vocalista da banda Wolfsbane (que chegou a abrir shows para o Maiden), Blaze Bayley. Blaze mostrava um vocal semelhante ao de Bruce, porém um pouco mais grave, e por isso algumas canções na banda seguiram um aspecto sombrio para combinar com seu timbre de voz. A decisão não agradou os fãs do Maiden, que já estavam acostumados com o vocal marcante de Dickinson.
Após uma parada, a banda retornou em 1995 com o álbum The X Factor. Ainda que tenha recebido algumas críticas, o disco continuou bem nas paradas musicais, e foi eleito como "álbum do ano" por revistas na França e Alemanha. O baixista Steve Harris passava por sérios problemas pessoais com seu divórcio e a morte de seu pai, o que resultou em canções obscuras, depressivas e lentas (o álbum ainda contém quatro faixas sobre guerras). O disco teve dois singles – "Man on the Edge" (que chegou ao topo das paradas finlandesas) e "Lord of the Flies" – e a faixa de abertura "Sign of the Cross"; esta tinha onze minutos de duração, cantos gregorianos, alterações bruscas de andamento, e permaneceu no setlist da banda pelas próximas três turnês. A turnê passou por locais nunca visitados pelo Maiden antes como África do Sul, Israel e outros países asiáticos, e passou novamente por Brasil e Portugal.
Em 1996 lançaram sua primeira coletânea,  Best of the Beast, que incluía um novo single, "Virus", cujas letras atacavam as críticas que a banda havia recebido recentemente.
O Iron Maiden voltou ao estúdio e gravou o álbum Virtual XI, lançado em 1998. O álbum, que trazia uma temática mais moderna falando sobre a evolução da tecnologia e seu impacto na sociedade, chegou  ao posto 16 nas paradas do Reino Unido. Os singles gerados desta gravação foram "Futureal"  e "The Angel and the Gambler". Na mesma época, Steve Harris ajudou no processo de remasterização de toda a discografia da banda até a data, incluindo Live at Donington, que recebeu lançamento mundial.
A fase de Bayley com o Iron Maiden terminou em janeiro de 1999 quando ele foi convidado a retirar-se num encontro da banda. A demissão teve como motivo o mau desempenho vocal de Blaze durante a Virtual XI World Tour, ainda que Janick Gers tenha afirmado que a decisão foi, em parte, porque a banda não queria forçá-lo a cantar canções que estavam além de sua capacidade vocal.

### Retorno de Dickinson e Smith, eBrave New World(1999–2002)

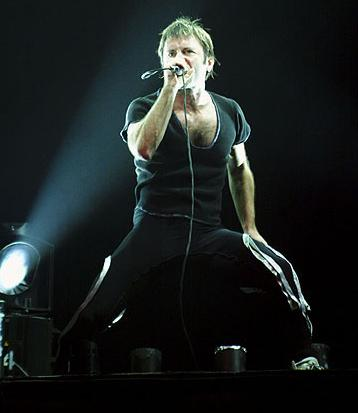
Bruce Dickinson em 1999.

Enquanto a banda procurava um substituto para Bayley, Rod Smallwood convenceu Steve Harris a chamar Bruce Dickinson de volta para a banda. Embora Harris tenha admitido que "não estava muito convencido disto" no início, acabou pensando, "'Bem, se a mudança ocorrer, a quem devemos recorrer?' A coisa é, conhecemos Bruce, sabemos de sua capacidade, e você pensa, 'Bem, é o melhor sujeito que você tem conhecimento.' Quero dizer,  nós nos demos bem profissionalmente por, tipo, onze anos, então... depois de pensar sobre isto, eu realmente não vi problema algum."
A banda entrou em contato com Dickinson, que concordou em voltar durante um encontro em Brighton, em janeiro de 1999, junto ao guitarrista Adrian Smith, que foi contatado por telefone algumas horas depois. Com a permanência de Gers, substituto de Smith, o Iron Maiden agora era um sexteto com três guitarristas que embarcou em uma bem-sucedida tour de reunião. Apelidada de The Ed Hunter Tour, ocorreu simultaneamente ao lançamento de uma nova coletânea de sucessos da banda, Ed Hunter, cujo repertório foi escolhido com uma votação no site oficial do grupo, e também vinha acompanhado de um jogo de computador homônimo estrelando o mascote da banda.
Uma das principais preocupações de Dickinson ao reunir-se com o grupo era se fariam um "álbum de verdade e não apenas um disco de retorno". Após ter desgostado do resultado das gravações no estúdio pessoal de Harris em sua propriedade em Essex, o Barnyard Studios, o qual fora usado nos últimos quatro discos de estúdio do Iron Maiden, a banda gravou o novo lançamento no Guillaume Tell Studios em Paris novembro de 1999, com o produtor Kevin Shirley.
O disco nomeado Brave New World chegou às lojas em maio de 2000, e teve influências de "The Wicker Man" - filme cult britanico de 1973 - e Admirável Mundo Novo - romance escrito por Aldous Huxley, cujo título rendeu o nome do disco e da faixa-título. O álbum apresenta um som mais progressivo e melódico que remete ao início da carreira do grupo, elaboradas estruturas nas canções e efeitos orquestrais criados por teclado. Brave New World foi aclamado tanto pela crítica quanto pelos fãs e fez o Iron Maiden voltar novamente ao topo do mainstream do heavy metal, alcançando altas posições nas paradas musicais mundiais e recebendo vários certificados de vendas.
A turnê mundial de suporte ao disco consistiu em mais de 100 apresentações que terminou em 19 de janeiro de 2001 em um show  no festival Rock in Rio, onde o Iron Maiden tocou para uma público de 250 mil pessoas. Enquanto a performance era produzida para um lançamento em CD e DVD em março de 2002, sob o nome Rock in Rio, a banda tomou um ano de descanso de turnês, durante o qual eles apenas tocaram três shows consecutivos no Brixton Academy para arrecadar fundos para ajudar o antigo baterista Clive Burr, que tinha recentemente anunciado que fora diagnosticado com esclerosa múltipla. A banda ainda fez outros concertos para a instituição de caridade MS Trust Fund  em 2005 e 2007; o músico acabou falecendo em 2013.

### Dance of DeatheA Matter of Life and Death(2003–2007)
Após a turnê Give Me Ed... 'Til I'm Dead Tour em meados de 2003, a banda lança o disco Dance of Death, seu décimo terceiro álbum de estúdio, que obteve sucesso crítico e comercial. Produzido por Kevin Shirley, agora produtor regular da banda, muitos críticos também sentiram que esse lançamento assemelhava-se a álbuns antigos como Killers, Piece of Mind e The Number of the Beast. Tanto Brave New World quanto Dance of Death foram considerados pelo site Metal-Rules.com como os melhores álbuns de Metal de 2000 e 2003, respectivamente. Como sempre, referências históricas e literárias marcaram presença, com "Montségur" falando particularmente da conquista da fortaleza dos Cátaros em 1244, e "Paschendale" relatando a significante batalha que ocorreu durante a Primeira Guerra. Durante a turnê de promoção, a performance da banda em Westfalenhalle, em Dortmund, Alemanha, foi gravada e lançada em agosto de 2005 como CD e DVD ao vivo intitulado Death on the Road.

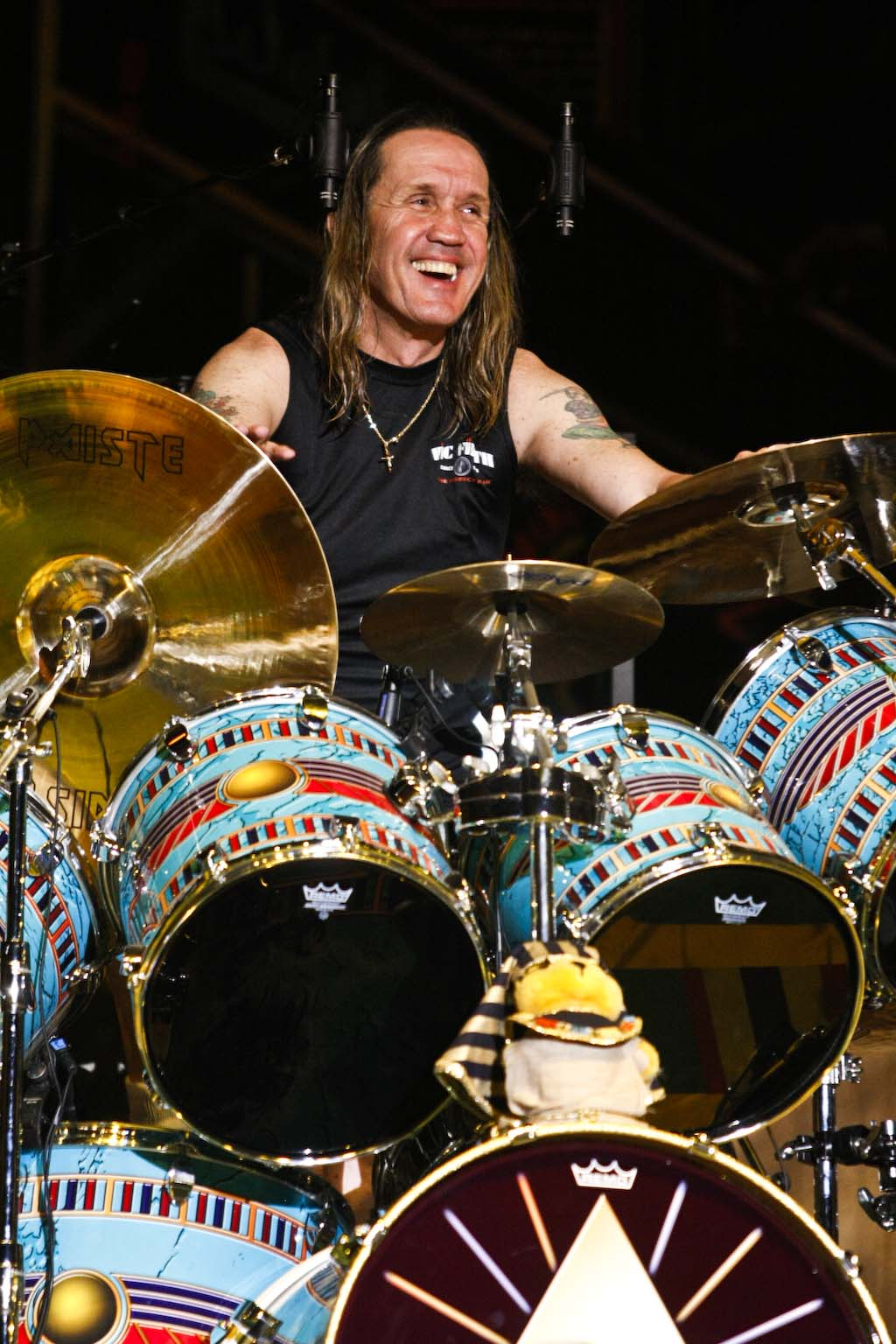
Nicko McBrain escreveu sua primeira canção para o Maiden no álbum Dance of Death (2003).

Em 2005, o Maiden anunciou a tour Eddie Rips Up the World, baseando-se em seu DVD de 2004 intitulado The History of Iron Maiden – Part 1: The Early Days, que contém apenas material de seus quatro primeiros álbuns. Como parte dessa celebração dos primeiros anos de carreira, "The Number of the Beast" foi novamente lançada como single e chegou ao terceiro lugar do UK Chart. A tour incluiu muitos shows como atração principal em estádios, valendo destaque para a performance do  Ullevi Stadium na Suécia para uma audiência de aproximadamente 60 mil pessoas. Esse concerto também foi transmitido ao vivo para TVs via satélite para toda a Europa para cerca de 60 milhões de espectadores. Após essa leva de shows europeus, a banda co-estrelou o festival americano Ozzfest, juntamente ao Black Sabbath. A banda completou a digressão encabeçando o Reading and Leeds Festival entre 26 e 28 de agosto, e o RDS Stadium na Irlanda em 31 de agosto. Pela segunda vez, eles fizeram um show de caridade para o The Clive Burr MS Trust Fund, desta vez no Hammersmith Apollo. No mesmo ano, a banda foi introduzida a Hollywood RockWalk em Sunset Boulevard, Los Angeles.
No fim de 2005, o Iron Maiden começou a trabalhar em A Matter of Life and Death, seu décimo quarto disco de estúdio, lançado em agosto de 2006. O álbum reforça intensamente o som mais progressivo do grupo e, apesar de não ser um álbum conceitual, tem guerra e religião como temas recorrentes em quase todas as letras, bem como na arte de capa. O lançamento foi outro sucesso crítico e comercial da banda, levando-a ao top 10 da Billboard 200 pela primeira vez e recebendo o título de Álbum do Ano pela revista  Classic Rock. A Kerrang! deu cinco estrelas em sua avaliação para o disco e elegeu o Iron Maiden como banda mais importante nos 25 anos de existência da revista. Na turnê de divulgação em 2006, a banda tocou todas as canções do disco, fato inédito em sua carreira.
A segunda parte da "A Matter of Life and Death Tour", realizada em 2007, foi apelidada de "A Matter of the Beast" para celebrar o 25º aniversário do álbum The Number of the Beast, e incluiu performance em vários dos maiores festivais de música do mundo. A tour iniciou-se no Oriente Médio com o primeiro show da banda em Dubai no Dubai Desert Rock Festival, e depois tocaram para mais de 30 mil presentes no Bangalore Palace Grounds, marcando o primeiro concerto de uma grande banda de heavy metal no subcontinente indiano. Em junho, o grupo tocou em um punhado de países europeus, valendo destaque apara o show no Download Festival, quarta vez em que encabeçaram um festival em Donington Park, para aproximadamente 80 mil pessoas. Em 24 de junho, a turnê teve fim em uma apresentação no Brixton Academy  em Londres, novamente arrecadando fundos para o The Clive Burr MS Trust fund.

### Somewhere Back in Time World Tour eFlight 666(2007–2009)
Em 5 de setembro de 2007 a banda anuncia a próxima turnê chamada Somewhere Back In Time World Tour, coincidindo com o lançamento em DVD do Live After Death. A tour representava uma volta ao passado onde o repertório consistia apenas em canções dos anos 1980 (além de "Fear of the Dark"), dando ênfase ao álbum Powerslave, inclusive no cenário dos palcos. Esta seria a primeira vez que a banda tocaria a canção "Rime of the Ancient Mariner" desde 1985.
Em fevereiro de 2008 inicia-se a primeira parte da Somewhere Back in Time World Tour que começou na Índia, consistindo em 24 concertos em 21 cidades, atravessando aproximadamente 80000 km a bordo do avião "Ed Force One" (um Boeing 757 customizado pilotado por Bruce Dickinson). Eles marcaram  presença pela primeira vez na Costa Rica e na Colômbia, e voltaram à Austrália e Porto Rico, onde já não tocavam desde 1992.
A turnê levou ao lançamento de uma nova coletânea, intitulada Somewhere Back in Time, que incluiu uma seleção de faixas que variavam desde seu álbum de estreia de 1980 até o Seventh Son of a Seventh Son de 1988, bem como várias versões ao vivo retiradas do Live After Death. Após alguns meses, a banda executou numerosos shows no Canadá e Estados Unidos durante maio e junho.
A segunda parte da digressão ocorreu entre fevereiro e março de 2009, com a banda, novamente, usando o "Ed Force One". Nesta fase eles estrearam no Peru e no Equador e retornaram à Venezuela  e Nova Zelândia após 17 anos. O Maiden fez outro show na Índia (o terceiro no país num período de 2 anos) no festival Rock in India para uma plateia de 20 mil pessoas. No concerto realizado em 15 de março no Autódromo de Interlagos em São Paulo, Dickinson anunciou no palco que era o maior concerto fora de um festival realizado em toda a carreira deles, com um público estimado em 63 mil espectadores. A tour teve seu fim na Flórida em 2 de abril após a banda fazer uma pausa. Ao todo, foi informado que o Iron Maiden havia tocado para mais de 2 milhões de pessoas pelo mundo durante os dois anos.
No BRIT Awards de 2009, o Iron Maiden recebeu um prêmio na categoria "Melhor banda britânica ao vivo". Com votação do público, dizem que a banda venceu com ampla vantagem de votos.
Em 20 de janeiro de 2009, a banda anunciou que eles iriam lançar um filme-documentário completo em alguns cinemas em 21 de abril de 2009. Intitulado Iron Maiden: Flight 666, foi filmado durante a primeira parte da Somewhere Back in Time World Tour entre fevereiro e março de 2008. Flight 666  foi co-produzido pela Banger Productions e  foi distribuído nos cinemas pela Arts Alliance Media e EMI, com sub-distribuição da D&E Entertainment nos Estados Unidos. O filme foi lançado nos formatos  Blu-ray, DVD e CD em maio e junho,  encabeçando as paradas musicais de DVD em 22 países e recebendo inúmeros certificados de vendas.

### The Final Frontiere Maiden England World Tour (2010–2014)
Em 5 de junho de 2010, o site oficial da banda revelou capa, data de lançamento e faixas do álbum The Final Frontier, bem como disponibilizou a faixa "El Dorado" para download. 4 dias depois, iniciaram uma turnê mundial para promoção do álbum, The Final Frontier World Tour em Dallas, Estados Unidos. A turnê passou em 2011 pelo Brasil e por Portugal.
The Final Frontier foi lançado em agosto de 2010, e estreou no topo das paradas de 28 países. O álbum marcou um retorno da banda ao Compass Point Studios para as gravações.
Após concluída a turnê, a banda lançou um DVD com a apresentação no Estadio Nacional de Chile em 10 de abril de 2011, em Santiago, com o título En Vivo!, em 26 de março de 2012. Além do show, o DVD conta também com um documentário contando os bastidores da tour, o clipe promocional e o making of de "Satellite 15...The Final Frontier" e um vídeo da introdução dos shows.
Em 2012 a banda iniciou a Maiden England World Tour, pela qual fizeram uma digressão com nome e repertório baseados no vídeo Maiden England, de 1989. Inicialmente a turnê passou somente pela América do Norte, mas no ano seguinte eles foram à Europa e América do Sul.
No início de 2013, Steve Harris fez uma pequena tour europeia com sua banda solo para divulgar seu álbum British Lion. Em setembro de 2013  o Iron Maiden apresentou-se no Rock in Rio V como atração principal na última noite do evento, marcando sua terceira participação na história do festival. Ainda como parte da Maiden England World Tour, a banda fez a última parte da digressão em meados de 2014 pela Europa, totalizando exatos 100 shows pelo mundo.

### The Book of Souls e Live Chapter (2014-2017)
Em setembro de 2014, Nicko McBrain e Adrian Smith foram filmados enquanto assistiam a Copa Davis de tênis em Paris, o que levava a crerem que a banda estava na França compondo um novo disco, já que este tem sido um costume deles em seus últimos lançamentos.
Logo do início de 2015, foi divulgada a notícia que Bruce Dickinson tinha sido acometido por um câncer na língua, mas que já havia iniciado o tratamento, com fortes expectativas de cura pelos médicos. Em fevereiro de 2015, Nicko McBrain, em entrevista à rádio 98.7 The Gater, revelou que a banda já havia composto e gravado o novo álbum e que ele "já está pronto para sair", mas que seguraram o seu lançamento devido à doença de Bruce Dickinson. Em maio, o vocalista foi declarado totalmente livre da doença pelos especialistas.
Em 18 de junho de 2015, o Iron Maiden anunciou oficialmente seu décimo sexto disco de estúdio, chamado The Book of Souls. O álbum, que conta com onze composições distribuídas em disco duplo, foi lançado em 4 de setembro de 2015 via Parlophone Records, gravadora com a qual a banda assinou após o fim da EMI Music em 2013. Desta vez a capa do CD foi desenhada por Mark Wilkinson, que já havia contribuído anteriormente com as capas do Live at Donington e do Best of the 'B' Sides.
The Book of Souls obteve maior sucesso crítico e comercial que seu antecessor, The Final Frontier, vendendo cerca de 60 mil cópias na Inglaterra na primeira semana e tornando-se o quinto álbum da banda a chegar ao topo das paradas musicais britânicas. Uma turnê mundial de promoção ao disco foi iniciada em fevereiro de 2016 com datas marcadas para todos os continentes, na qual realizaram seus primeiros shows na China, em El Salvador e Lituânia. A digressão conta novamente com Dickinson pilotando o avião de viagens da banda, que agora é um Boeing 747-400. Em setembro de 2016 foram anunciados novos shows para 2017 como parte da mesmo tour.

## Estilo musical e letras
As letras das músicas da banda são baseadas geralmente em literatura ("Brave New World" é baseada em Admirável Mundo Novo, "Flight of Icarus" no mito de Ícaro, "Rime of the Ancient Mariner" no poema homônimo, "Phantom of the Opera" no romance homônimo, "Sign of the Cross" é baseada no romance O Nome da Rosa), cinema ("Where Eagles Dare" vem de Desafio das Águias, "The Wicker Man" de O Homem de Palha e "Out of the Silent Planet" de O Planeta Proibido) em acontecimentos e pessoas históricas ("Powerslave" é baseada nos Faraós, "Alexander the Great" na vida de "Alexandre, o Grande"), em batalhas históricas ("Run to the Hills" na guerra dos colonos americanos com os Sioux, "The Trooper" na Batalha de Balaclava, "Paschendale" na Terceira Batalha de Ypres durante a Primeira Guerra Mundial, "Aces High" é baseada no discurso de Winston Churchill e na Batalha da Grã-Bretanha e "The Longest Day" é baseada no Dia D, ambos acontecimentos ocorridos durante a Segunda Guerra Mundial), "2 Minutes to Midnight" é uma canção de protesto sobre uma guerra nuclear — o título da música faz referência ao Doomsday Clock, o relógio simbólico usado pelo Bulletin of the Atomic Scientists, que representa uma contagem regressiva para uma potencial catástrofe global. "Afraid to Shoot Strangers" é baseada no ponto de vista de um soldado na Guerra do Golfo.
Steve Harris, baixista do Iron Maiden e o principal compositor, afirmou que suas influências vem de Black Sabbath, Deep Purple, Led Zeppelin, Uriah Heep, Pink Floyd, Genesis, Yes, Jethro Tull, Thin Lizzy, UFO e Wishbone Ash. Em 2010, Harris disse: "Eu acho que se qualquer um quiser entender o que significa  a base do som do Maiden, especialmente as harmonias de guitarra, deve conhecer bandas como Genesis  e Jethro Tull. Depois você combina tudo com riffs pesados e  velocidade, e então você chega lá". Em 2004, ele explicou que  o "peso" da banda foi inspirado por "Black Sabbath e Deep Purple com uma pitada de Zeppelin." E, acima de tudo, Harris desenvolveu seu próprio estilo de tocar, o qual o guitarrista Janick Gers descreve que "é como com uma guitarra base", citando que é responsável  pelo estilo galopante do ritmo das músicas, evidenciado em canções como "The Trooper" e "Run to the Hills".
Cada um dos guitarristas da banda, Dave Murray, Adrian Smith e Janick Gers, tem suas próprias influências individuais e um estilo de tocar. Dave Murray  é conhecido por sua técnica legato, a qual ele alega ter desenvolvido naturalmente: "Eu ouvia Jimi Hendrix  usando legato quando eu era jovem, e eu gostei daquele som." Afirmando que fora "mais inspirado pelo blues do que pelo metal", Adrian Smith foi influenciado por Johnny Winter e Pat Travers, levando-o a ser um guitarrista "mais melódico". Janick Gers, por outro lado, prefere um estilo mais improvisado, fortemente inspirado por Ritchie Blackmore, o qual ele afirma contrastar com o som "rítmico" de Smith.
O cantor Bruce Dickinson, que tipicamente colabora com o guitarrista Adrian Smith, tem um estilo vocal operístico, inspirado por Arthur Brown, Peter Hammill, Ian Anderson e Ian Gillan, e é usualmente considerado um dos melhores vocalistas de heavy metal de todos os tempos. Embora Nicko McBrain tenha recebido apenas créditos por apenas uma música, no álbum Dance of Death, Harris frequentemente consulta-o enquanto está desenvolvendo novas canções. Adrian smith comentou: "Steve adora tocar com ele. [Eles] costumam trabalhar por horas com suas bases de baixo e bateria.
No decorrer de sua carreira, o estilo da banda permaneceu praticamente intacto, com exceção das guitarras sintetizadas inseridas em Somewhere in Time (1986), o teclado usado em Seventh Son of a Seventh Son (1988), e a tentativa de retorno a uma produção mais "crua" com o disco No Prayer for the Dying em 1990. Nos anos recentes, entretanto, a banda começou a abordar elementos mais progressivos em suas canções, o que Steve Harris descreve como "não tão progressivo no sentido moderno,  como Dream Theater, mas parecido como era nos anos 1970". De acordo com Harris, Seventh Son of a Seventh Son foi o  primeiro álbum da banda "mais progressivo", enquanto eles apenas entrariam de cabeça no estilo com The X Factor (1995), o qual ele afirma que é "uma extensão do 'Seventh Son', no sentido dos elementos progressivos criados nele". O desenvolvimento contrasta com o som cru e pouco polido do início da carreira do Iron Maiden,  que o Allmusic afirma que "era claramente uma reinterpretação dos elementos de punk rock", embora Harris negue isso.

## Imagem e legado

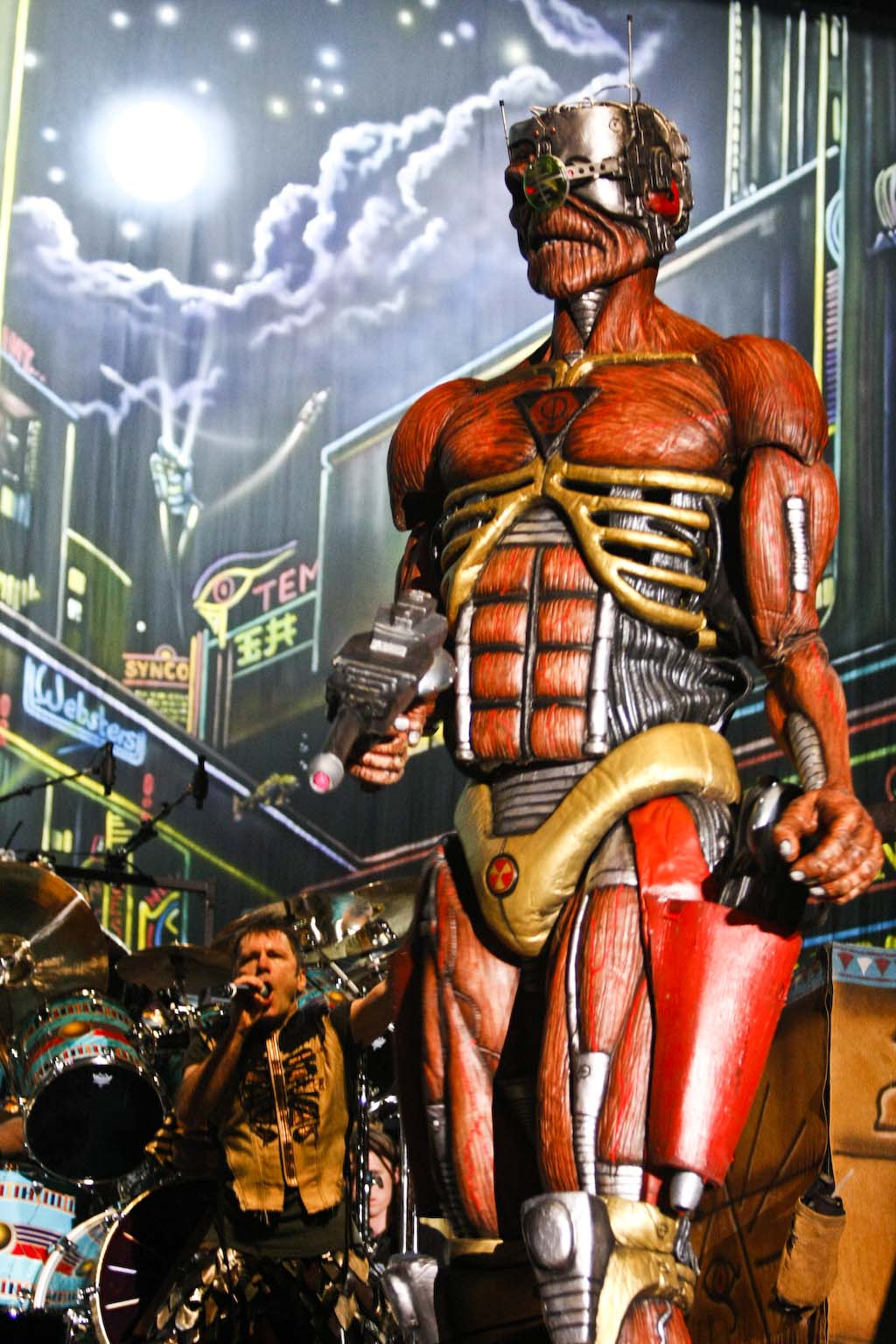
Eddie em um show do Iron Maiden.

O Iron Maiden ficou na posição 24 no ranking dos "100 Melhores Artistas de Hard Rock" do canal VH1, na 4ª posição das "10 Maiores Bandas de Heavy Metal de Todos os Tempos", segundo a MTV, e em nº3 na lista "Top 20 Bandas de Metal" do VH1 Classic. A banda também recebeu em 2002 um Prêmio Ivor Novello por seu sucesso internacional e foi adicionada à Calçada da Fama de Hollywood quando estavam em turnê pelos EUA em 2005.
A banda frequentemente usa o slogan "Up the Irons" nos encartes de seus discos e vende vários conteúdos oficiais, como camisetas, contendo a frase que fora inspirada no lema "Up the Hammers", usado pelos fãs do clube inglês West Ham United, do qual o baixista Steve Harris é torcedor fanático (possui, há décadas, um adesivo do clube em um de seus baixos).
O mascote Eddie the Head é uma figura fixa nas capas de ficção e terror criadas pela banda,  bem como em cenários de shows. Originalmente era uma máscara incorporada nos equipamentos dos palcos, a qual expelia sangue falso durante os shows, que acabaria sendo transformada em um personagem presente na capa do disco de estreia dos britânicos, desenhada por Derek Riggs.  Eddie foi desenhado exclusivamente por Riggs até 1992, época na qual a banda começou a contratar vários artistas diferentes, incluindo Melvyn Grant. Eddie também faz-se presente no jogo eletrônico de tiro da banda chamado Ed Hunter, bem como em numerosas camisas, pôsteres e outros produtos oficiais do grupo. Em 2008, ele foi premiado com o "Icon Award" no Metal Hammer Golden Gods, enquanto o Gibson.com descreve-o como "o ícone de metal mais reconhecível no mundo e também um dos mais versáteis".
O distinto logotipo do Iron Maiden está presente em todas as capas de lançamentos da banda desde o EP  The Soundhouse Tapes de 1979. A fonte tem origem no pôster de Vic Fair desenhado para o filme de ficção científica The Man Who Fell to Earth de 1976, também usada por Gordon Giltrap, embora  Steve Harris afirme que ele próprio desenhou-o, utilizando suas habilidades como desenhista arquitetônico.

### Influência em outros artistas
De acordo com a Guitar World, a música do Iron Maiden "influenciou gerações de novas bandas de metal, desde antigas como o Metallica até atuais como o Avenged Sevenfold", com o baterista Lars Ulrich  do Metallica comentando que ele "sempre teve um grande respeito e admiração  por eles". Kerry King, do Slayer, afirmou que "eles significavam muito para mim no meu início de carreira" e Scott Ian do Anthrax  disse que "eles causaram um grande impacto na minha vida".
M. Shadows do Avenged Sevenfold declarou que o Iron Maiden "é de longe a melhor banda ao vivo no mundo e sua música é atemporal", enquanto o cantor Matt Heafy do Trivium comentou que "sem o Iron Maiden, o Trivium não existiria". O frontman  do Slipknot,   Corey Taylor, disse que "Steve Harris faz mais com quatro dedos do que qualquer um que eu tenha visto. E Bruce Dickinson? Cara! Para mim, ele é um cantor quintessencial do heavy metal old-school. Ele pode atingir notas que são absurdas, além de ser um grande showman. Tudo neles me fez ser um fã. E não tem um cara que eu conheci que não tenha tentando desenhar o Eddie em seus livros escolares". Ademais, sua música  também ajudou  Jesper Strömblad do In Flames a formar o gênero  melodic death metal, o qual declarou que queria combinar death metal com os sons melódicos de guitarras do Iron Maiden.
Outros artistas de heavy metal também citam a banda como influência, incluindo Chris Jericho, cantor do Fozzy, Cam Pipes, vocalista do 3 Inches of Blood, Vitaly Dubinin, baixista do Aria, e Mikael Åkerfeldt, guitarrista e cantor do Opeth. Os antigos e atuais membros do Dream Theater, John Petrucci, John Myung e Mike Portnoy, também já disseram ter o  Iron Maiden  como uma de suas maiores influências quando a banda foi formada.

### Menções na mídia
O nome da banda já foi mencionado em muitas canções, como nos singles  "Teenage Dirtbag" do Wheatus, "Back to the 80's" do grupo de dance-pop dinamarquês Aqua e em "Fat Lip" do Sum 41. O Iron Maiden também foi citado nas músicas   "Heart Songs" do  Weezer (do álbum auto-intitulado, de 2008), "Psycho Joe" do Blues Traveler (do álbum Straight on till Morning, de 1997) e em  "Eddie, Bruce and Paul" do NOFX (do álbum Coaster, de 2009), a qual o Sputnikmusic descreve como "uma explicação bem-humorada  da saída de Paul Di'Anno". A banda sueca de power metal Sabaton também fez referência ao grupo britânico em suas canções "Metal Machine", "Metal Crue" e "Metal Ripper", com as primeiras mencionando várias canções do Iron Maiden ("Fear of the Dark" e "Afraid to Shoot Strangers"), e a última incluindo letras de "The Number of the Beast".
Em 2008, a Kerrang! lançou um álbum intitulado Maiden Heaven: A Tribute to Iron Maiden, composto por covers de músicas do  Iron Maiden tocadas por artistas como Metallica, Machine Head, Dream Theater, Trivium, Coheed and Cambria, Avenged Sevenfold e outros que foram influenciados diretamente pelo  Iron Maiden durante suas carreiras. Em 2010, o Maiden uniteD,  uma banda-tributo acústico  que consiste nos membros de  Ayreon, Threshold e Within Temptation, lançaram Mind the Acoustic Pieces, uma reinterpretação do álbum Piece of Mind completo. Existem ainda vários outros discos cover do Iron Maiden (com participação de vários artistas), incluindo homenagens de piano, electro, quartetos de violinistas e  hip-hop.
As canções da banda já foram utilizadas na trilha sonora de diversos videogames, incluindo Carmageddon 2, Grand Theft Auto: Vice City, Grand Theft Auto IV: The Lost and Damned, Tony Hawk's Pro Skater 4,   SSX on Tour e Madden NFL 10. Elas também aparecem nas séries de jogos musicais, Rock Band, Guitar Hero e Guitar Flash. As música do Iron Maiden também já apareceram em filmes, como Phenomena e Murder by Numbers; por sua vez, o desenho animado  Beavis and Butt-head  da MTV  já comentou positivamente vários clipes da banda.
Bill Forster, autor dos brinquedos Transformers, é um fã confesso do  Iron Maiden e fez diversas referencias à banda, incluindo letras de músicas e a frase "Up the Irons" em seus livros, como nas séries  The Ark e The AllSpark Almanac.

### Acusações de referências satânicas
Em 1982, a banda lançou um de seus mais populares, controversos e aclamados álbuns, The Number of the Beast. A capa e a faixa-título levaram grupos cristãos dos Estados Unidos a acusarem a banda de ser satanista, encorajando as pessoas a destruir cópias do lançamento. O empresário da banda,  Rod Smallwood,  comentou posteriormente que os cristãos inicialmente queimavam as gravações, mas depois decidiram destruir eles próprios usando martelos com medo de inalar a fumaça dos vinis em chamas. Porém, as acusações não restringiram-se apenas aos EUA; organizações religiosas esforçaram-se para impedir que a banda se apresentasse no Chile em 1992.
Em contramão das acusações, a banda sempre negou a ideia de serem satanistas, com o vocalista Bruce Dickinson afirmando isso em pleno palco, como pode ser visto no vídeo Live After Death. Desde então, Steve Harris  comentou que "Foi uma coisa maluca. Eles perderam a noção completamente. Eles obviamente não leram as letras. Apenas queriam que todos acreditassem que fôssemos satanistas." Harris também já afirmou que a canção "The Number of the Beast" foi inspirada em um pesadelo que ele teve após assistir o filme  Damien: Omen II, e também foi influenciado por Tam o' Shanter de Robert Burns. Para além disto, o baterista Nicko McBrain é batizado como cristão desde 1999.

### Ed Force One

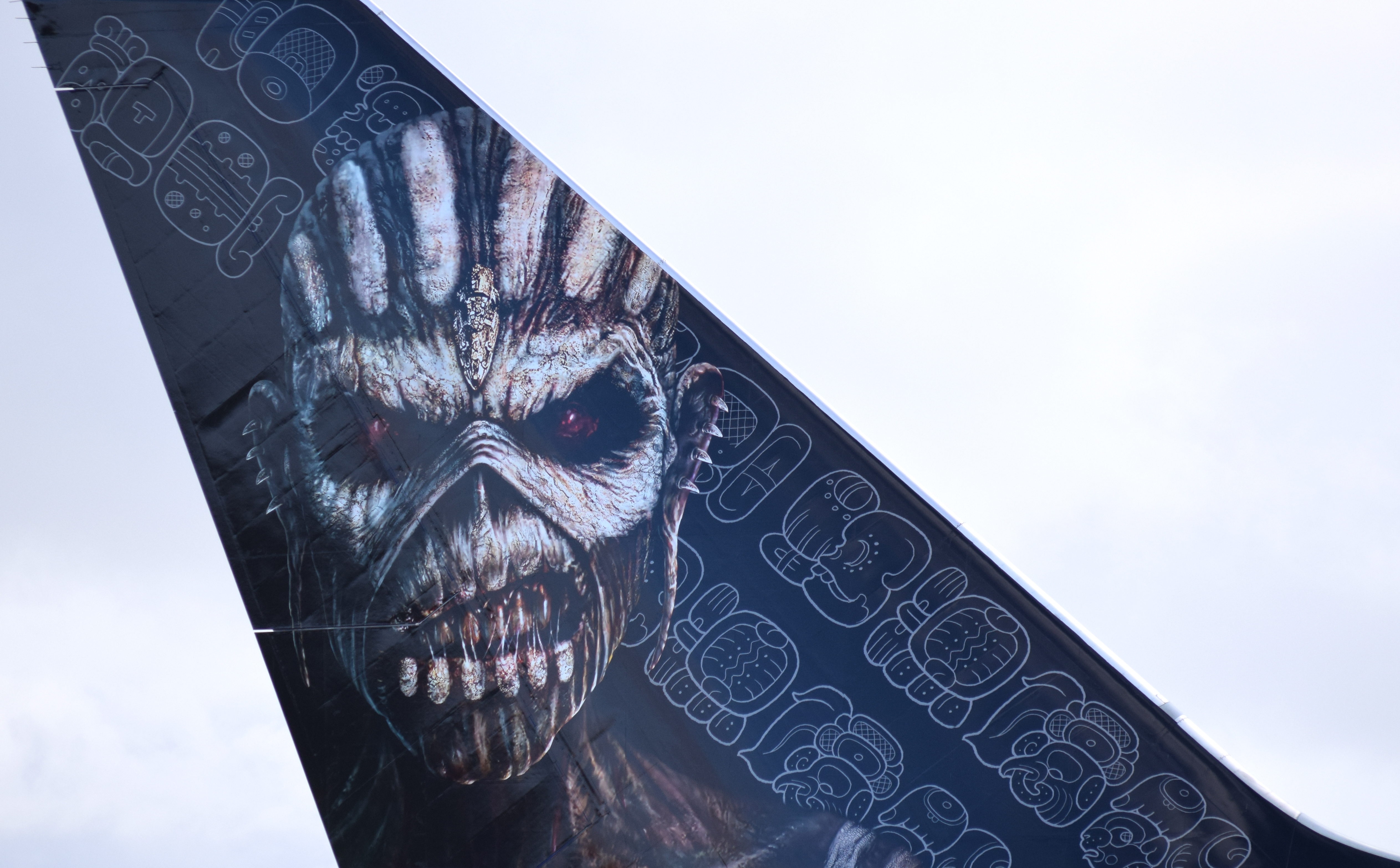
Fotografia da cauda do Ed Force One.

Para a turnê Somewhere Back in Time World Tour em 2008 e 2009, o Iron Maiden contratou o  Boeing 757 da  Astraeus Airlines como transporte. O avião foi convertido em uma combinação mista, a qual possibilitava carregar a banda, sua equipe e os equipamentos de palco, e também permitindo ao grupo tocar em países os quais anteriormente eram considerados logisticamente inacessíveis. O avião foi repintado com uma temática do Iron Maiden, o qual a companhia decidiu manter depois de receber feedback positivo de clientes. A aeronave, nomeada  "Ed Force One" após uma enquete no site oficial da banda, foi pilotada por Bruce Dickinson, visto que o cantor também é piloto em voos comerciais da Astraeus, e ganhou bastante destaque no premiado documentário Iron Maiden: Flight 666, o qual foi lançado em cinema de 42 países em abril de 2009.
Um avião diferente foi usado na The Final Frontier World Tour em 2011 com uma pintura alterada, adotando a arte do álbum The Final Frontier, e aparece várias vezes no documentário "Behind the Beast" de 2012. Para a turnê The Book of Souls World Tour de 2016, o grupo resolveu usar um Boeing 747-400 que era da Air France, fornecido pela Air Atlanta Icelandic e customizado pela Volga-Dnepr Gulf, o qual disponibilizava mais espaço sem precisar converter tanto  a aeronave para carregar os equipamentos.

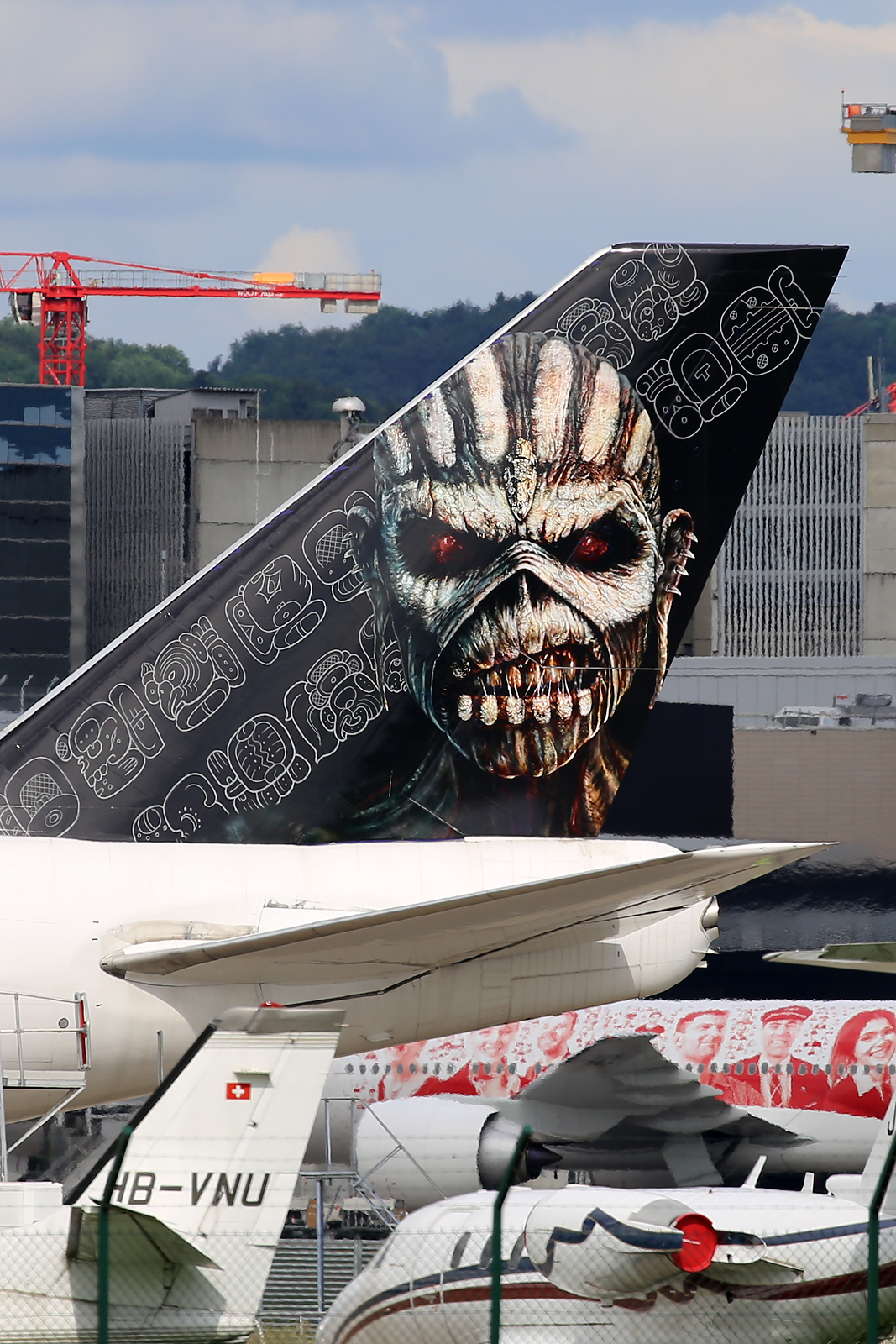
Eddie estampado na cauda do Ed Force One
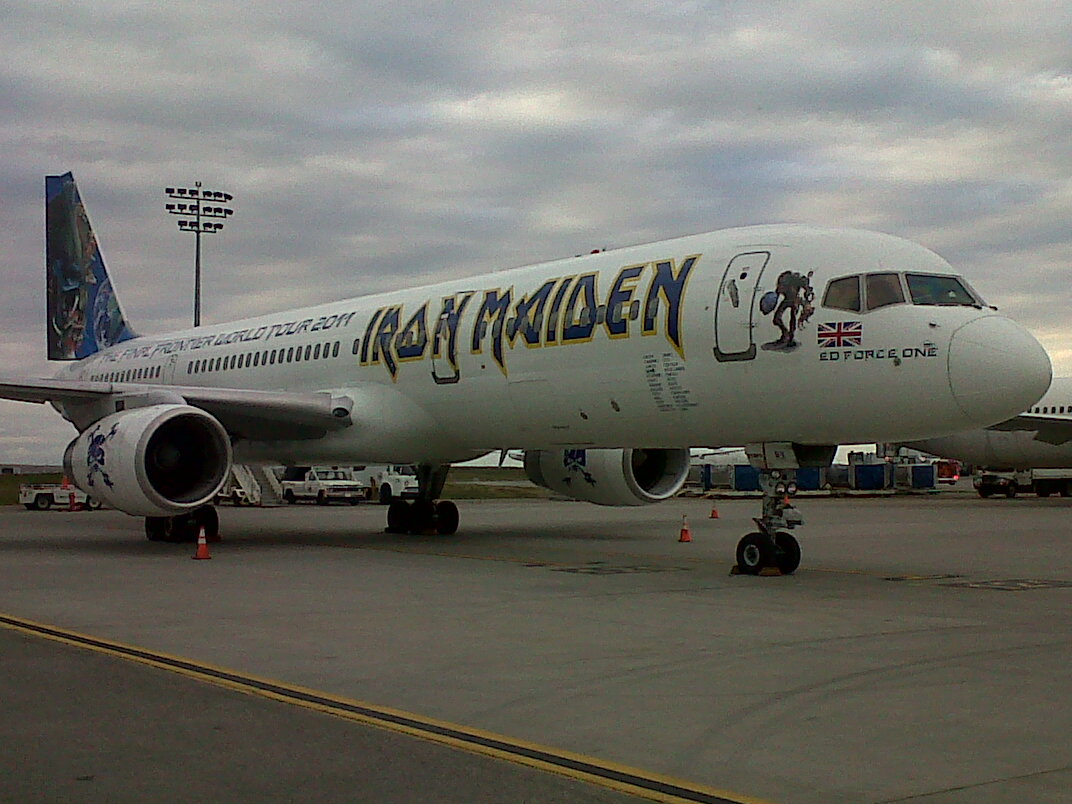
Ed Force One utilizado na turnê de divulgação do álbum The Final Frontier.
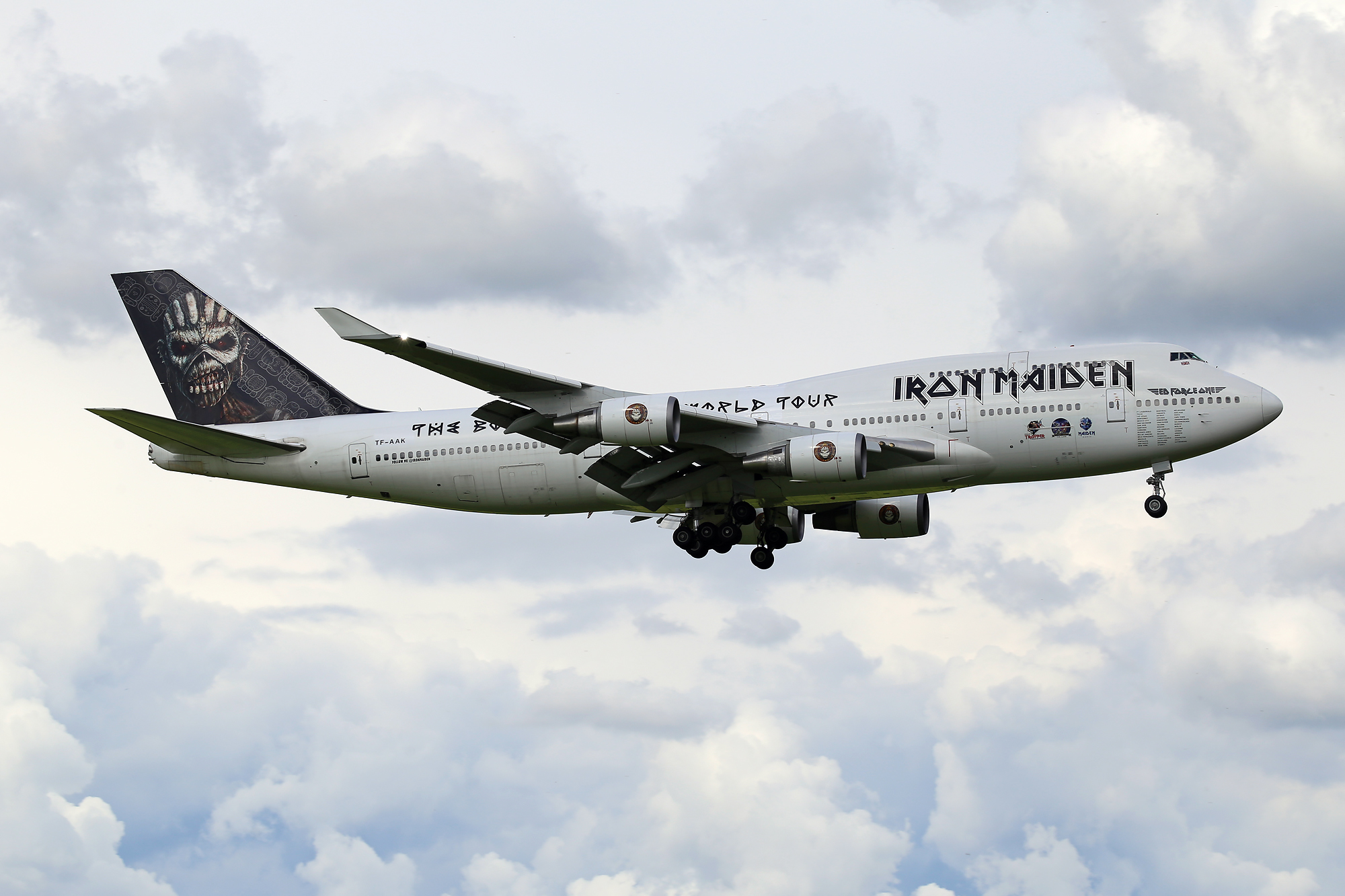
Ed Force One em aproximação para pouso.

## Integrantes
| Formação atual - Steve Harris – baixo, vocal de apoio (1975–presente), teclado (1988, 1998–presente) - Dave Murray – guitarra (1976–1977, 1978–presente) - Adrian Smith – guitarra e vocal de apoio (1980–1990, 1999–presente) - Bruce Dickinson – vocal (1981–1993, 1999–presente) - Janick Gers – guitarra (1990–presente) - Nicko McBrain – bateria (1982–presente) | Músicos de turnês - Michael Kenney – teclados (1986–2023) - Simon Dawson – bateria (2025–presente) Ex-integrantes - Paul Day – vocal (1975-1976) - Paul Di'Anno – vocal (1978–1981) - Doug Sampson – bateria (1977–1979) - Clive Burr – bateria (1979–1982) - Dennis Stratton – guitarra e vocais (1979–1980) - Blaze Bayley – vocal (1994–1999) |

Linha do tempo

## Discografia
Álbuns de estúdio
| - Iron Maiden (1980) - Killers (1981) - The Number of the Beast (1982) - Piece of Mind (1983) - Powerslave (1984) - Somewhere in Time (1986) - Seventh Son of a Seventh Son (1988) - No Prayer for the Dying (1990) | - Fear of the Dark (1992) - The X Factor (1995) - Virtual XI (1998) - Brave New World (2000) - Dance of Death (2003) - A Matter of Life and Death (2006) - The Final Frontier (2010) - The Book of Souls (2015) - Senjutsu (2021) |

## Turnês
| - 1980 – Iron Maiden Tour - 1981 – Killer World Tour - 1982 – The Beast on the Road - 1983 – World Piece Tour - 1984 - 1985 – World Slavery Tour - 1986 - 1987 – Somewhere on Tour - 1988 – 7th Tour of a 7th Tour - 1990 - 1991 – No Prayer on the Road - 1992 – Fear of the Dark Tour - 1993 – Real Live Tour - 1995 - 1996 – The X Factour - 1998 – Virtual XI World Tour - 1999 – The Ed Hunter Tour | - 2000 - 2002 – Brave New World Tour - 2003 – Give Me Ed... 'Til I'm Dead Tour - 2003 - 2004 – Dance of Death World Tour - 2005 – Eddie Rips Up the World Tour - 2006 - 2007 – A Matter of Life and Death Tour - 2008 - 2009 – Somewhere Back in Time World Tour - 2010 - 2011 – The Final Frontier World Tour - 2012 - 2014 – Maiden England World Tour - 2016 - 2017 – The Book of Souls World Tour - 2018 - 2022 – Legacy Of The Beast World Tour - 2023 - 2024 - The Future Past World Tour - 2025 - 2026 - Run For Your Lives World Tour |

## Prêmios
| Bandit Rock Awards: - 2011: Melhor Artista/Banda Internacional Ao Vivo - 2015: Melhor Artista/Banda Internacional Ao Vivo Brit Awards: - 2009: Melhor Grupo Internacional Ao Vivo Classic Rock Roll of Honour Awards: - 2006: Álbum do ano – A Matter of Life and Death - 2006: VIP Award – Rod Smallwood, Iron Maiden - 2009: Banda do ano - 2015: Álbum do ano – The Book of Souls Emma-gaala: - 2004: Melhor Artista Estrangeiro (voto da audiência) - 2006: Melhor Artista Estrangeiro (voto da audiência) Grammy Awards: - 2011: Melhor Performance de Metal – "El Dorado" Hollywood's RockWalk: - 2005: RockWalk of Fame Inductee Ivor Novello Awards: - 2002: International Achievement Juno Awards: - 2010: DVD Musical do Ano– Iron Maiden: Flight 666 (Sam Dunn e Scott McFadyen) | Kerrang! Awards: - 2005: Kerrang! Hall of Fame - 2013: Kerrang! Inspiration Metal Hammer Golden Gods Awards: - 2004: Melhor Artista/Banda do Reino Unido - 2008: Melhor Banda do Reino Unido - 2008: Icon Award – Eddie - 2009: Golden Gods Award - 2009: Melhor Banda do Reino Unido - 2011: Melhor Banda do Reino Unido - 2012: Melhor Evento – Turnê The Final Frontier World Tour - 2014: Melhor Banda do Reino Unido Metal Storm Awards: - 2006: Melhor Álbum de Heavy Metal – A Matter of Life and Death - 2009: Melhor DVD – Iron Maiden: Flight 666' - 2010: Melhor Vídeo – "The Final Frontier" Silver Clef Award: - 2004: Special Achievement Award - 2015: O2 Silver Clef Award 2015 Rockbjörnen: - 2011: Melhor Artista/Banda de Hard Rock Ao Vivo SXSW Film Festival: - 2009: 24 Beats Per Second – Iron Maiden: Flight 666 |